# Haworsja wąskolistna
Haworsja wąskolistna, haworthia wąskolistna, aloesna wąskolistna (Haworthia attenuata) - bylina z rodziny liliowatych występująca w Afryce Południowej.
Sukulent tworzący rozetki. Liście grube, trójkątnie lancetowate, długości do 5–6 cm. Po stronie górnej rozrzucone nieregularne brodawki, które łączą się w poprzeczne prążki od strony dolnej. Kwiat drobny, zielonkaworóżowy, osadzony na łodyżce do 25 cm długiej. Owocem jest torebka.
Popularna roślina doniczkowa.